# Jimmy Nicholl
James Michael Nicholl (ur. 28 grudnia 1956 w Hamilton w prowincji Ontario) – północnoirlandzki piłkarz występujący na pozycji obrońcy. Trener piłkarski.

## Kariera klubowa
Nicholl zawodową karierę rozpoczynał w 1974 roku w Manchesterze United. W 1976 roku zajął z nim 3. miejsce w First Division. W 1977 roku zdobył z zespołem Puchar Anglii. W 1980 roku wywalczył z nim wicemistrzostwo Anglii. W 1982 roku Nicholl przebywał na wypożyczeniu w Sunderlandzie. W tym samym roku odszedł do kanadyjskiego Toronto Blizzard. Występował tam do 1984 roku. W międzyczasie grał na wypożyczeniach w Sunderlandzie oraz w szkockim Rangers.
W 1986 roku wrócił do Anglii, gdzie został graczem zespołu West Bromwich Albion z First Division. W 1986 roku spadł z nim do Second Division. Wówczas przeniósł się do szkockiego Rangers. W 1987 roku oraz w 1989 roku zdobył z nim mistrzostwo Szkocji. W 1989 roku Nicholl przeszedł także do Dunfermline Athletic. W 1990 roku został grającym trenerem drużyny Raith Rovers. W 1995 roku awansował z nią do ze Scottish First Division do Scottish Premier League. W 1996 roku Nicholl odszedł do Bath City, gdzie w tym samym roku zakończył karierę. Potem trenował angielski Millwall, Raith Rovers oraz Cowdenbeath.

## Kariera reprezentacyjna
W reprezentacji Irlandii Północnej Nicholl zadebiutował 3 marca 1976 roku w zremisowanym 1:1 towarzyskim meczu z Izraelem. W 1982 roku został powołany do kadry narodowej na mistrzostwa świata. Zagrał na nich w pojedynkach z Jugosławią (0:0), Hondurasem (1:1), Hiszpanią (1:0), Austrią (2:2) oraz Francją (1:4). Z tamtego turnieju Irlandia Północna odpadła po drugiej rundzie. W 1986 roku Nicholl ponownie znalazł się w kadrze na mistrzostwa świata. Wystąpił tam w meczach z Algierią (1:1), Hiszpanią (1:2) oraz Brazylią (0:3). Tamten mundial Irlandia Północna zakończyła na fazie grupowej. W latach 1976–1986 w drużynie narodowej Nicholl rozegrał w sumie 72 spotkania i zdobył 1 bramkę.